# Episodi di Flikken (decima stagione)
La decima stagione della serie televisiva Flikken è stata trasmessa in anteprima in Belgio dalla één tra il 15 febbraio 2009 e il 19 aprile 2009.
| nº | Titolo originale         | Titolo italiano | Prima TV Belgio  | Prima TV Italia |
| -- | ------------------------ | --------------- | ---------------- | --------------- |
| 1  | Verloren zoon (1)        | inedito         | 15 febbraio 2009 | inedito         |
| 2  | Verloren zoon (2)        | inedito         | 22 febbraio 2009 | inedito         |
| 3  | Uitweg (1)               | inedito         | 1º marzo 2009    | inedito         |
| 4  | Uitweg (2)               | inedito         | 8 marzo 2009     | inedito         |
| 5  | Bonnie & Clyde (1)       | inedito         | 15 marzo 2009    | inedito         |
| 6  | Bonnie & Clyde (2)       | inedito         | 22 marzo 2009    | inedito         |
| 7  | Een vrouwelijke Kant (1) | inedito         | 29 marzo 2009    | inedito         |
| 8  | Een vrouwelijke kant (2) | inedito         | 5 aprile 2009    | inedito         |
| 9  | Jeugdzorgen (1)          | inedito         | 12 aprile 2009   | inedito         |
| 10 | Jeugdzorgen (2)          | inedito         | 19 aprile 2009   | inedito         |